# Velizar Iliev
Velizar Iliev (Vraca, 9 marzo 1966) è un ex pentatleta bulgaro naturalizzato statunitense.

## Palmarès
In carriera ha conseguito i seguenti risultati:
per gli  Stati Uniti:
- Mondiali:

Budapest 1999: bronzo nel pentathlon moderno staffetta a squadre.
Pesaro 2000: oro nel pentathlon moderno a squadre e staffetta a squadre.